# Мормір
Мормі́ри (Mormyrus) — рід прісноводих риб родини Мормірові (Mormyridae). Представники роду живуть у річках Африки. Віддають перевагу водоймам з мулястим дном.

## Опис
Морміри — невеликі риби, з тілом до 40 см завдовжки. Характерною рисою є витягнута передня частина голови (рильце або хоботок), за яку вони отримали свою іншу назву — «слонорили» (англ. elephant-snout fish). Деякі види мормірів (Mormyrus lacerda, Mormyrus longirostris) зовуть в англійській мові bottlenose mormyrid — «пляшконосими».
Харчуються морміри дрібними донними тваринами — червами, рачками, личинками комах та молюсків, а також водоростями та падлом.
Подібно до електричного вугра і ската, морміри є «електричними» рибами. Орган з м'язових та нервових клітин, що створює електричний заряд, у мормірів розташований трошки нижче хвоста. Проте, струм, вироблюваний мормірами, має напругу всього в 1 Вольт (для порівняння: електричний вугор виробляє струм у 1 000 В, а скат — 6 000 В). Морміри використовують його не для самозахисту або полювання, а для орієнтування у каламутній воді, а також для пошуку їжі, аналогічно ехолокації кажанів та дельфінів. У різних видів сигнали можуть значно розрізнюватися за тривалістю, розміром та частотою.

## Акваріумні морміри
Деякі види мормірів розводять як акваріумних рибок.

## Види
- Mormyrus bernhardi Pellegrin, 1926 — Слонорил Бернарда
- Mormyrus caballus Boulenger, 1898
  - Mormyrus caballus asinus Boulenger, 1915
  - Mormyrus caballus bumbanus Boulenger, 1909
  - Mormyrus caballus caballus Boulenger, 1898
  - Mormyrus caballus lualabae Reizer, 1964
- Mormyrus casalis Vinciguerra, 1922
- Mormyrus caschive Linnaeus, 1758 — Довгоплавцевий слонорил
- Mormyrus cyaneus T. R. Roberts & D. J. Stewart, 1976
- Mormyrus felixi Pellegrin, 1939
- Mormyrus goheeni Fowler, 1919
- Mormyrus hasselquistii Valenciennes, 1847 — Слонорил Гасселквіста
- Mormyrus hildebrandti W. K. H. Peters, 1882 — Слонорил Гільдебрандта
- Mormyrus iriodes T. R. Roberts & D. J. Stewart, 1976
- Mormyrus kannume Forsskål, 1775 — Слонорил Каннуме
- Mormyrus lacerda Castelnau, 1861 — Західний довгорилий слонорил
- Mormyrus longirostris W. K. H. Peters, 1852 — Східний довгорилий слонорил
- Mormyrus macrocephalus Worthington, 1929 — Великоголовий слонорил
- Mormyrus macrophthalmus Günther, 1866
- Mormyrus niloticus (Bloch & J. G. Schneider, 1801) — Нільський слонорил
- Mormyrus ovis Boulenger, 1898
- Mormyrus rume Valenciennes, 1847
  - Mormyrus rume proboscirostris Boulenger, 1898
  - Mormyrus rume rume Valenciennes, 1847
- Mormyrus subundulatus T. R. Roberts, 1989
- Mormyrus tapirus Pappenheim, 1905 — Тапіроподібний слонорил, камерунський слонорил
- Mormyrus tenuirostris W. K. H. Peters, 1882 — Слонорил Аті
- Mormyrus thomasi Pellegrin, 1938 — Слонорил Томаса

## Цікаві факти
- Дослідники з Вебстерського Університету в Сент-Луїсі (США) та Університету Шеффілда, вивчивши поведінку мормірових, дійшли висновку, що деяким видам мормірів електричні сигнали здатні слугувати не тільки для орієнтування, але й для спілкування між собою[1]. Зокрема, риби використовують їх для відбору статевого партнера[2].
- Мірмілони (myrmillones, murmillones) — тип давньоримських гладіаторів, найменування яких походить від одного з варіантів грецької назви цієї риби (μόρμυλος, μορμύρος)[3]. Гладіатор-мірмілон, можливо, носив на шоломі срібляне зображення морміра. Втім, не виключено, що словом μόρμυλος, μορμύρος могли звати й інший вид риби, яка водилася у Середземному морі.